# Schweinshaupten
Schweinshaupten ist ein Gemeindeteil der Gemeinde Bundorf im unterfränkischen Landkreis Haßberge in Bayern.

## Geographie
Das Pfarrdorf liegt im Naturpark Haßberge nördlich der Haßberge und südöstlich von Bundorf an der Staatsstraße 2284.
Nachbarorte von Schweinshaupten sind Stöckach, Neuses, Dippach, Birkenfeld, Sulzbach, Walchenfeld und Eichelsdorf.

## Geschichte
Entstehung und Bedeutung des Ortsnamens sind unbekannt. Schweinshaupten ist durch eine Urkunde von 1170 für die Zeit kurz vor 1057 erstmals bezeugt, als Markgraf Otto von Schweinfurt (der spätere Herzog Otto III. von Schwaben) den Ort Richard von Maßbach vermachte.
Freie Geschlechter hatten dort Besitz, Herrschaft, Kapelle (vor 1104) und Schloss. 1408 verkaufte Aplo von Schweinshaupten seine Anteile an Gut und Schloss an Eberhard Fuchs von Hassfurt, dessen Söhne Georg und Hans die Doppel-Linie derer von Fuchs in Schweinshaupten für sieben Generationen begründeten. Sie ließen 1447 die heutige Kirche, später den Turm und die Schule bauen. Ausgestattet mit Ämtern in Würzburg, Bamberg und zu Rittern geschlagen (1452/56), verwalteten sie von Schweinshaupten aus bis 1651 den Besitz in zeitweise über 20 Orten der Region. Hohe Gerichtsbarkeit und Marktrecht bestanden seit 1451.
Im 19. Jahrhundert wurde die ritterschaftliche Herrschaft aufgelöst, so dass der seit 1563 protestantische Ort ab 1848 politisch selbstständig war, bis er am 1. Mai 1978 in die Gemeinde Bundorf eingegliedert wurde.

## Kirche

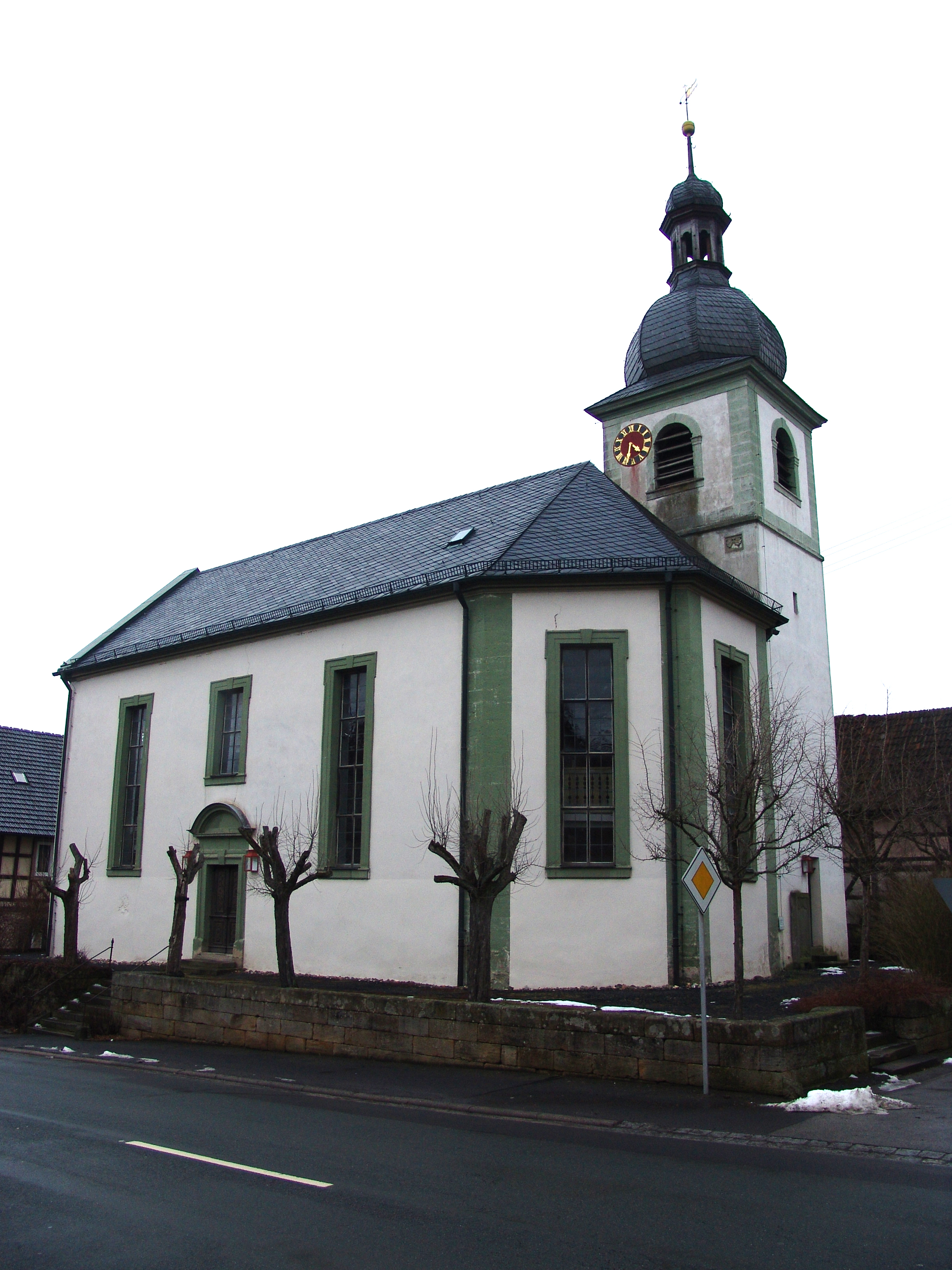
Evangelische Kirche

Richard ließ eine erste (Eigen-)Kirche (Capella) errichten, die vor 1104 als selbständige Pfarrkirche geweiht wurde. Der Bau wurde ab 1447 von der dann regierenden Familie Fuchs durch die heutige große Kirche ersetzt, die 1585 bis 1589 erweitert wurde und einen Turm erhielt. 1734 wurde sie erneut umgebaut.

## Herrscherfamilie Fuchs
Die beiden Schweinshauptener Linien Hans und Georg der Familie von Fuchs waren seit 1408 im Ort ansässig und konnten bereits in ihrer ersten Generation im 15. Jahrhundert, auch durch hohe Ämter in Würzburg und Bamberg, Macht und Besitz erheblich ausweiten, so dass sie Rechte und Einkünfte aus rund 20 weiteren Orten der Region nutzen konnten, darunter aus Stöckach von 1454 bis 1651. Der Höhepunkt war im Jahr 1451 die Übertragung der hohen Gerichtsbarkeit (Zent- oder Halsgericht) an Hans und Georg Fuchs. Damit wurde der Ort aus der Blutgerichtsbarkeit von Königsberg in Bayern gelöst. Im gleichen Jahr erhielt Schweinshaupten auch das Recht, pro Jahr drei Märkte abzuhalten. 1452 bzw. 1456 erhielten die Brüder Fuchs den Ritterschlag.
Als der Würzburger Domherr Kilian Fuchs von Schweinshaupten 1536 einen Kollegen im Streit erschlug, verfügte der Papst 1541 die Resignation. Kilian trat zur evangelischen Kirche über. Damit wurde auch Schweinshaupten 1563 evangelisch.

## Schlösser
Ein Schloss beziehungsweise eine Burg wurde erstmals 1303 erwähnt. Das Gebäude diente den Edlen von Schweinshaupten und ab 1408 den Füchsen von Schweinshaupten als Wohnsitz. Das Schloss soll in den Bauernkriegen 1525 zerstört worden sein. Nach einer Inschrift von 1582 kann um diese Zeit ein Schloss erbaut worden sein. Offensichtlich gab es zumindest bis 1627 ein großes und ein kleines Schloss (Kemenate). Sicher ist, dass 1627 ein Schloss gebaut wurde, das offenbar schon 1751 als „eingefallenes Castro“ bezeichnet wurde und als Steinbruch diente. Das kleine Schlösslein war vor 1763 an den Juden Löw verkauft worden. Reste dienten als Fundament für den Bau der Synagoge von 1763. 1764 wurde das große Schloss abgerissen. 1765 bis 1767 wurde das letzte schmucklose und einfache Schloss gebaut, das allerdings nicht mehr als Wohnsitz der Familie Fuchs von Schweinshaupten diente, die in beiden regierenden Linien bereits 1649 und 1651 ausgestorben war. Die erbende und später katholische Familie der Füchse von Bimbach mit Sitz in Burgpreppach regierte bis 1848 und nutzte das Schloss vorwiegend als Verwaltungs- und Wohnsitz für Vogt und Förster. Im Jahre 1972 musste das Haus wegen Baufälligkeit abgerissen werden.

## Einwohner
Der Ort hatte im späten Mittelalter und in der frühen Neuzeit manchmal über 400 Einwohner und davon bis zu 150 Personen jüdischen Glaubens, für die es einen eigenen Friedhof gab. In der zweiten Hälfte des 19. Jahrhunderts sank die Zahl der Einwohner besonders durch Auswanderung (auch der Juden) auf 300 bis manchmal 250 Einwohner. Die Zahl der Katholiken lag meist bei 10 %. Die Zahl der Einwohner des Ortes liegt heute bei rund 220.

## Jüdische Gemeinde
Die Füchse von Schweinshaupten gewährten vielen Juden Schutz in ihren Orten, wofür diese Abgaben zu leisten hatten (Schutzjuden). Die jüdische Gemeinde am Ort hatte ihre Blütezeit in der ersten Hälfte des 19. Jahrhunderts, als bis zu einem Drittel der Einwohner der Israelitischen Kultusgemeinde angehörte. 1875 hatte die Landgemeinde 384 Einwohner, von denen 56 Israeliten waren. Mit mehreren Vertretern der Familie Sonn (insbesondere Mosche Sonn, 1789–1856) lebten in Schweinshaupten angesehene rabbinische Autoritäten, deren Meinung in der weiten Umgebung hoch geachtet war. Zu Beginn des Dritten Reiches verließen die wenigen noch verbliebenen Juden den Ort.
Der jüdische Friedhof wurde im Lauf des 19. Jahrhunderts angelegt.

## Kultur und Tourismus
Sehenswert – außer der großen Kirche – sind die rund 20 Epitaphien und in Stein gemeißelten Inschriften und Denkmäler geblieben, die meist von den Füchsen und ihrem Wirken stammen.

## Sonstiges
- Der Sportverein Schweinshaupten wurde im Jahr 1949 gegründet. Er betreibt Fußball- und Korbballmannschaften im Jugend- und Seniorenbereich.
- Östlich der Ortschaft Schweinshaupten, Richtung Sulzbach, links vom Badeweiher liegt der Zeltplatz Schweinshaupten für über 50 Personen.
- Der Friedrich-Rückert-Wanderweg mit Start in Schweinfurt und Ziel in Coburg führt durch Schweinshaupten.
- Der Treffpunkt der Jugendlichen in Schweinshaupten ist der S.A.K. (Schweisten Alter Kindergarten). Das Gebäude befindet sich neben dem Friedhof auf dem Gelände des Kinderspielplatzes.